# Salix fimbriata
Salix fimbriata är en videväxtart som först beskrevs av A. Skvortsov, och fick sitt nu gällande namn av S.K. Cherepanov. Salix fimbriata ingår i släktet viden, och familjen videväxter. Inga underarter finns listade i Catalogue of Life.